# Rókák

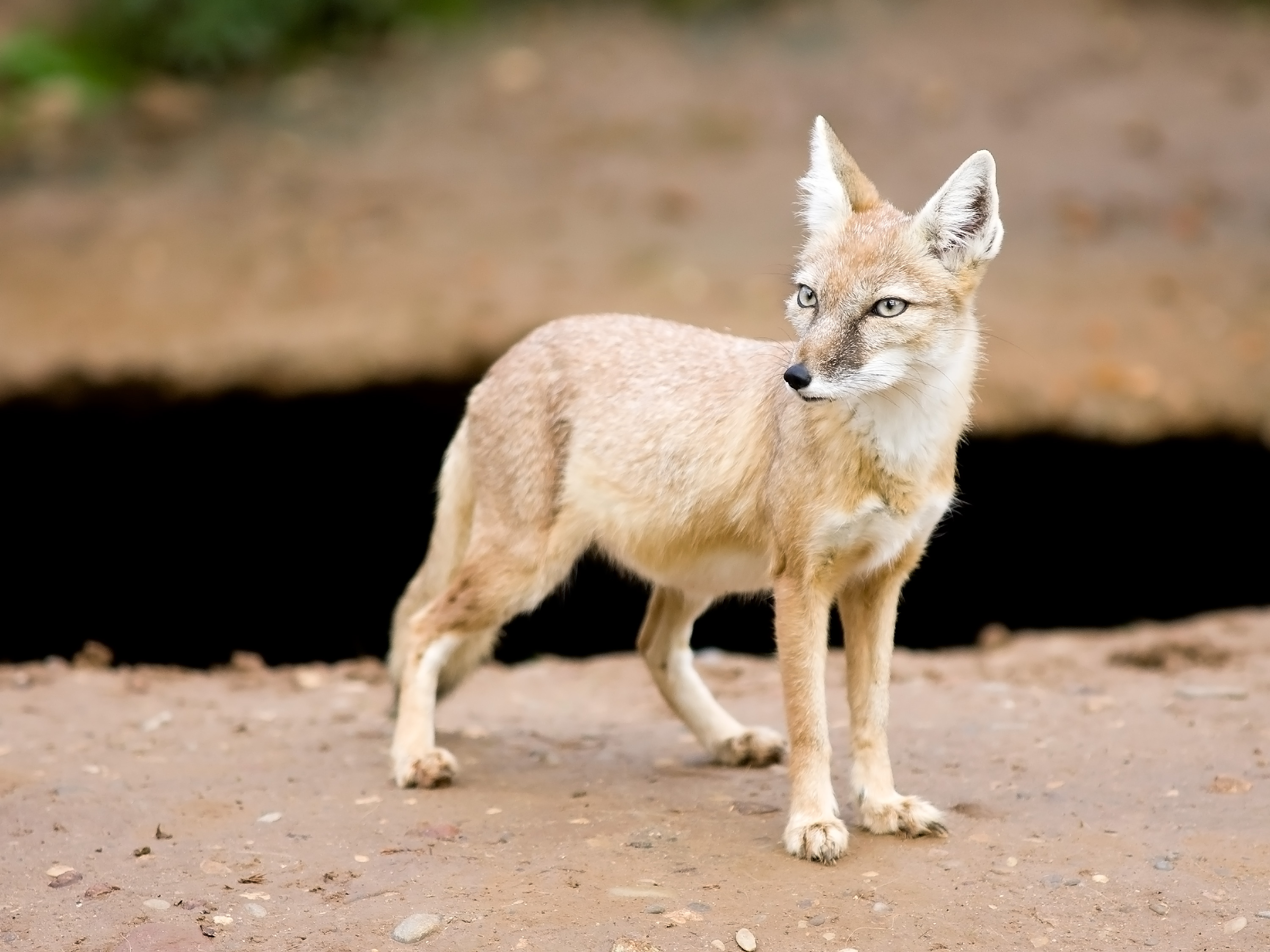
Pusztai róka (Vulpes corsac)

A rókák (Vulpini) a ragadozók (Carnivora) rendjén belül a kutyafélék (Canidae) családjának rövidlábú képviselői. A róka név alatt gyakran csak a vörös rókát (Vulpes vulpes) értik.
Rendszertani szempontból megkülönböztethetjük a rókák (Vulpini) nemzetségét a valódi kutyaformák (Caninae) másik ágától, a kutyáktól (Canini). A rókák nemzetségébe tartozik többek között a vörös róka (Vulpes vulpes), a sivatagi róka (Vulpes zerda), az ezüsthátú róka (Vulpes chama) a sarki róka (Vulpes lagopus), a szürkeróka (Urocyon cinereoargenteus) és a lapátfülű róka (Otocyon megalotis).
A fentieken kívül rókának nevezik a Dél-Amerikában őshonos pamparókák fajait is (Pseudalopex és Cerdocyon nemek), bár ezek rendszertani szempontból a kutyák nemzetségének tagjai. A rókák nemzetségével nincsenek közeli rokonságban, elsősorban az azonos életmód miatt fejlődtek hasonló alakúvá. (Ezt a jelenséget konvergens evolúciónak nevezik.) Az Ausztráliában élő erszényes róka (Trichosurus vulpecula) ugyanakkor a neve ellenére csupán némi külső hasonlóságot mutat a rókák nemzetségének fajaival, hiszen ez az állat az erszényesek közé tartozik és békés növényevő. Az állatot a rókákkal való téves rokonítás miatt többnyire közönséges rókakuzunak hívják újabban magyarul, az erszényes róka név már nemigen használatos.
Egyes rovarevő rókafajoknál, így a dél-amerikai deres róka (Pseudalopex vetulus), a Közel-Keleten élő ezüsthátú róka és az afrikai lapátfülű róka esetében a nőstény jár élelemért és a hím vigyázza a kicsinyeket. Ez ritkaság, mert az hogy a hím is részt vesz valamilyen módon az utódok gondozásában, mindössze az emlősök 5-10%-ára jellemző. A szereposztás feltehetőleg azért így alakult ki, mert (legalábbis a lapátfülű rókáknál) míg a hím sem a szájában nem tud rovarokat hazavinni, sem a lenyelt táplálékot nem képes visszaöklendezni, addig a nőstény a rovarral szervezetébe bevitt táplálék energiáját tejével át tudja adni kölykeinek.
A róka földünk egyik legelterjedtebb ragadozó emlőse.

## Rendszerezésük

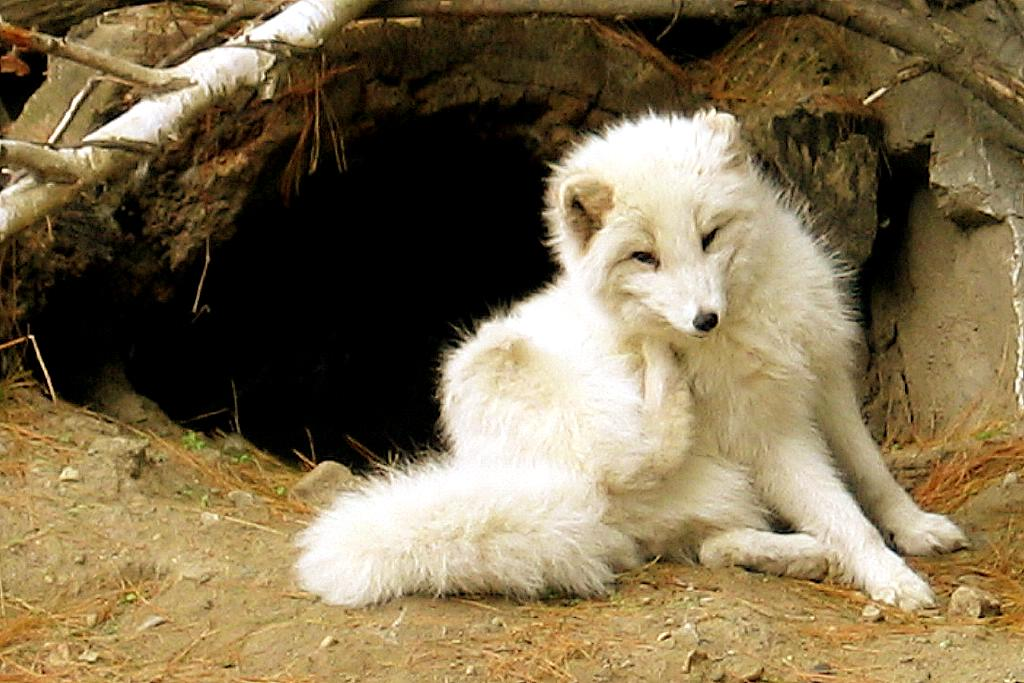
Sarki róka (Vulpes lagopus) téli bundában

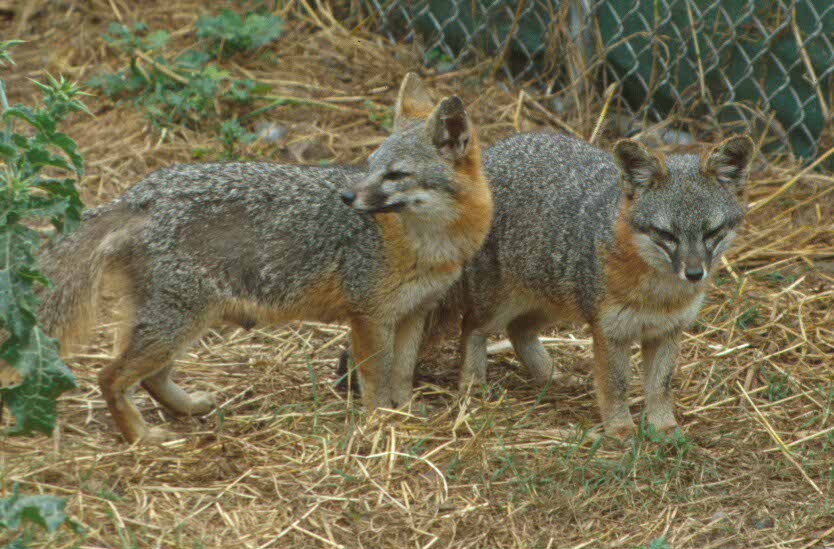
Szigeti szürkeróka pár (Urocyon littoralis)

A nemzetségbe az alábbi nemek és fajok tartoznak:
- Róka (Vulpes) (Frisch, 1775) - 12 faj
  - Sarki róka (Vulpes lagopus)
  - Indiai róka vagy bengál róka (Vulpes bengalensis)
  - Afgán róka (Vulpes cana)
  - Ezüsthátú róka (Vulpes chama)
  - Pusztai róka (Vulpes corsac)
  - Tibeti róka (Vulpes ferrilata)
  - Kitróka (Vulpes macrotis)
  - Fakóróka (Vulpes pallida)
  - Homoki róka (Vulpes rueppellii)
  - Prériróka (Vulpes velox)
  - Vörös róka (Vulpes vulpes)
  - Sivatagi róka (Vulpes zerda)

- Szürke róka (Urocyon) (Baird, 1857) - 2 faj
  - Szürkeróka (Urocyon cinereoargenteus)
  - Szigeti szürkeróka (Urocyon littoralis)

- Lapátfülű róka (Otocyon) (Müller, 1836) - 1 faj (lapátfülű róka, lapátfülű kutya vagy kanálfülű kutya, Otocyon megalotis vagy Vulpes megalotis)

- Nyctereutes (Temminck, 1838) - 2 élő faj
  - Eurázsiai nyestkutya vagy egyszerűen nyestkutya (Nyctereutes procyonoides)
  - Japán nyestkutya vagy tanuki (Nyctereutes viverrinus, korábban Nyctereutes procyonoides viverrinus)

## Anatómiájuk
Szemük alkalmazkodott a sötétben tájékozódáshoz, és hallásuk is jó. A magas hangokat (például a füvön átfutó egeret) is érzékelik. Nem csak a pofájukon nő „bajszuk”, hanem a lábukon is, és ez segíti őket a tájékozódásban.

## Háziasítva
A vörös rókákat sikeresen háziasították a szovjet tudósok azt kutatva, hogyan is tudta az ember a kutyát létrehozni. Kiválasztva a legszelídebbeket és párosítva egymással, pár generáció múlva teljesen szelíd rókákat kaptak  eredményül, melyek már nemcsak hogy nem félnek az embertől, szeretik is az emberek közelségét. Az USA-beli Kaliforniában pillanatnyilag nagy divatnak örvend a rókák behozatala. Egy szibériai farmról vízzel és étellel ellátott kis ketrecekben repülőgéppel juttatják el az új gazdához az állatokat, melyek már a reptéren nagy feltűnést keltenek.
A háziasított róka viselkedése legjobban a kutyáéhoz hasonlít, de okosabbak a kutyáknál, és sokszor még ügyesebbek is, amellett, hogy nagyon játékosak és vidámak. A „ravasz, mint a róka” szólás épp ezért nagyon találó.

## A róka a kultúrában
- A mesék gyakori szereplői a rókák, általában negatív figurák, akik „ravaszságukkal” csapják be a többi állatot.
- Fekete István Vuk című meseregényének, és a belőle készült rajzfilmnek rókák a főszereplői.

## Képek

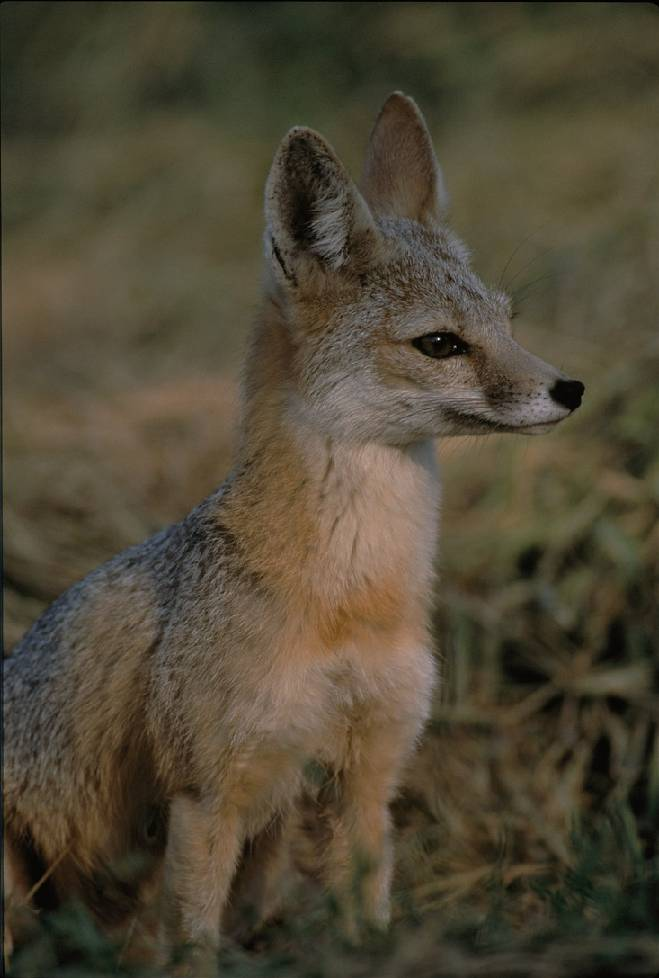
Kitróka (Vulpes macrotis)
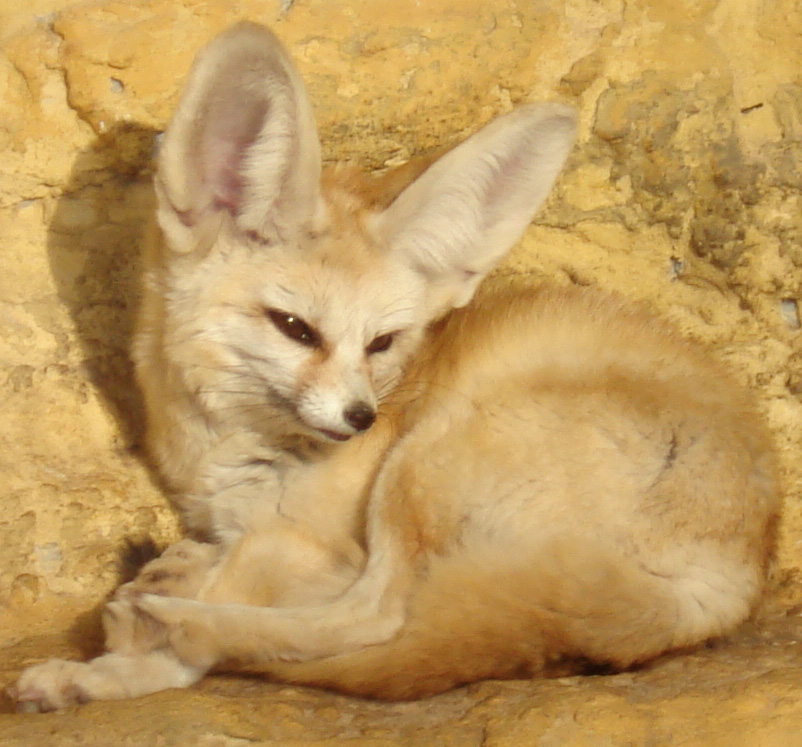
Sivatagi róka (Vulpes zerda)
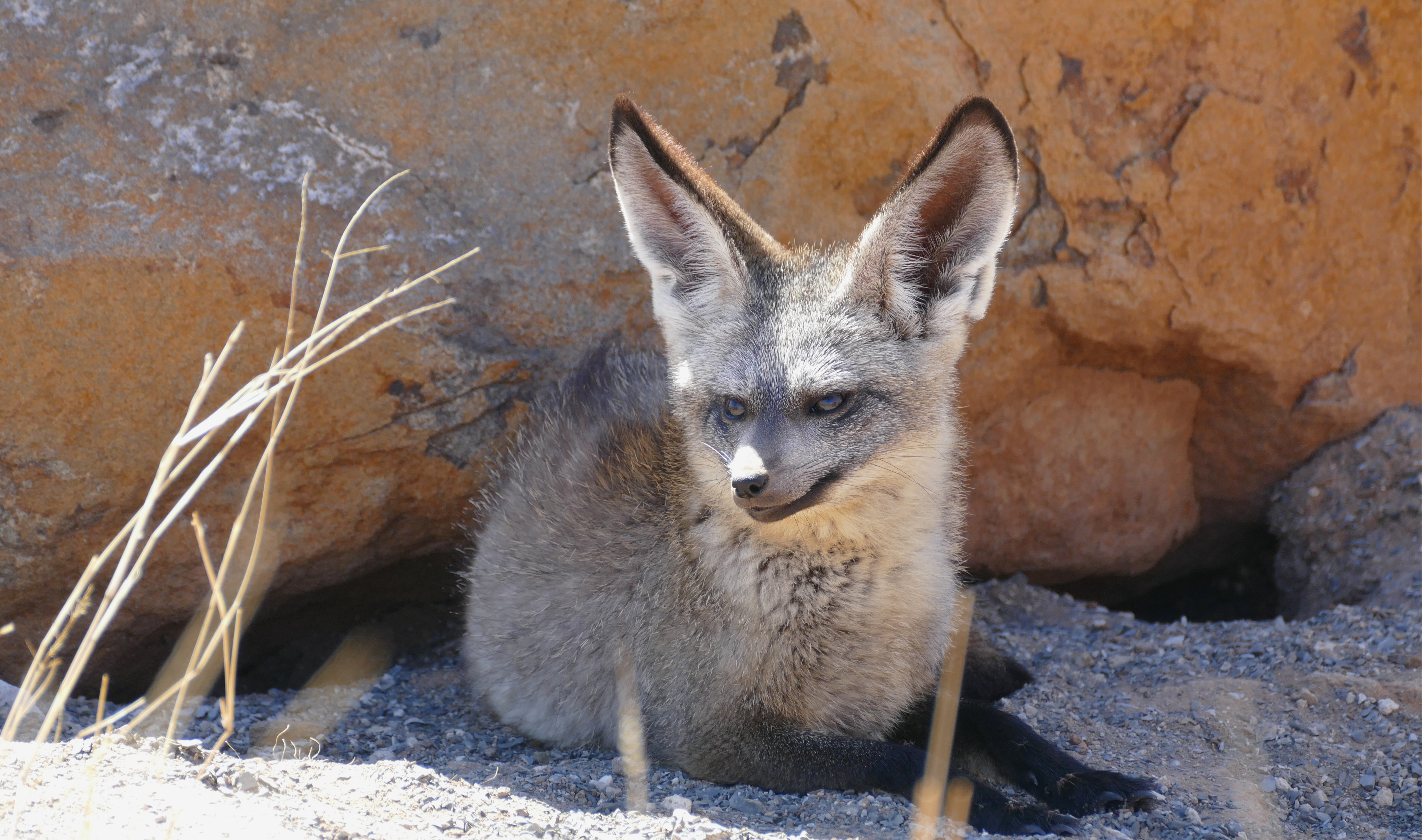
Lapátfülű róka (Otocyon megalotis)
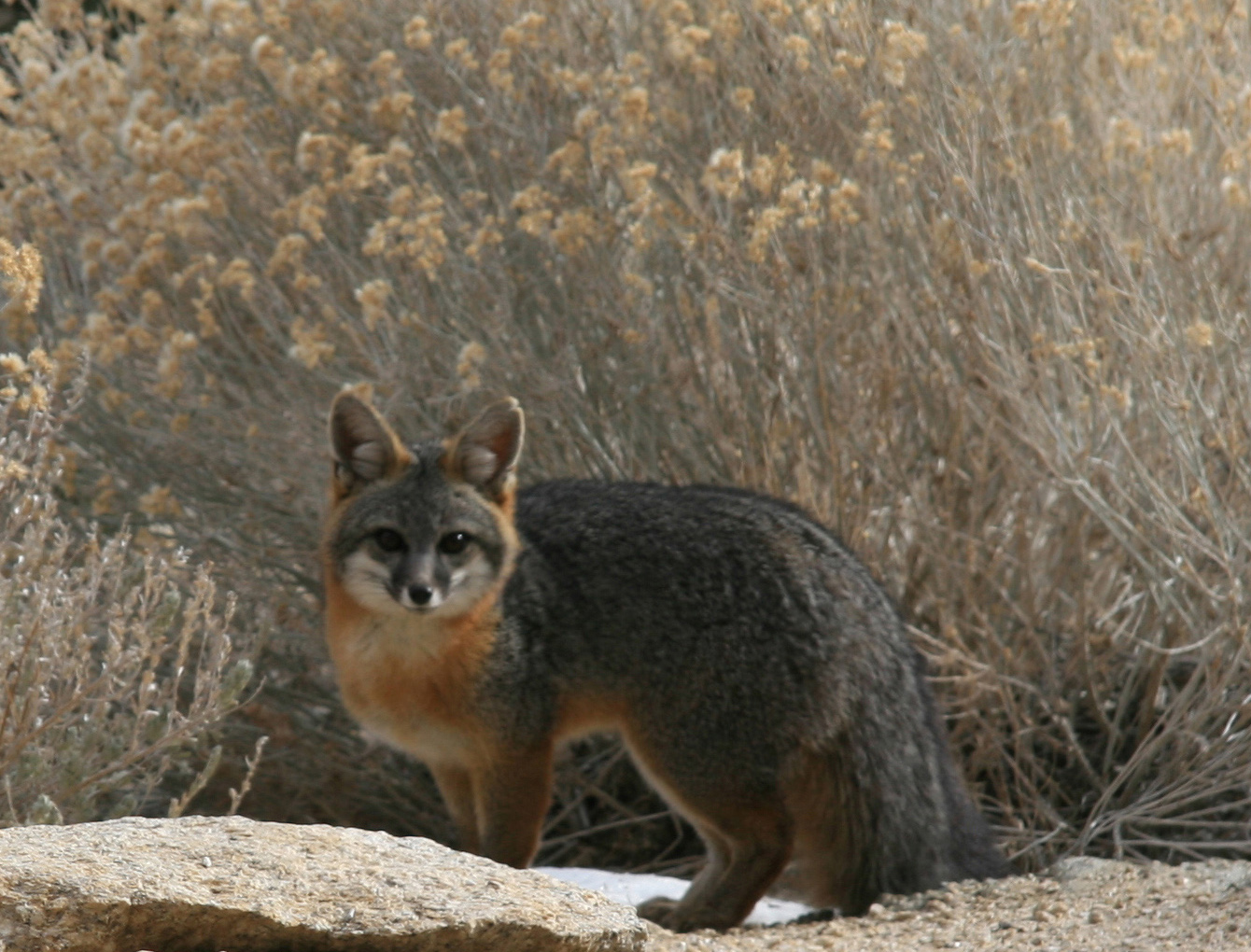
Szürke róka (Urocyon cinereoargenteus)
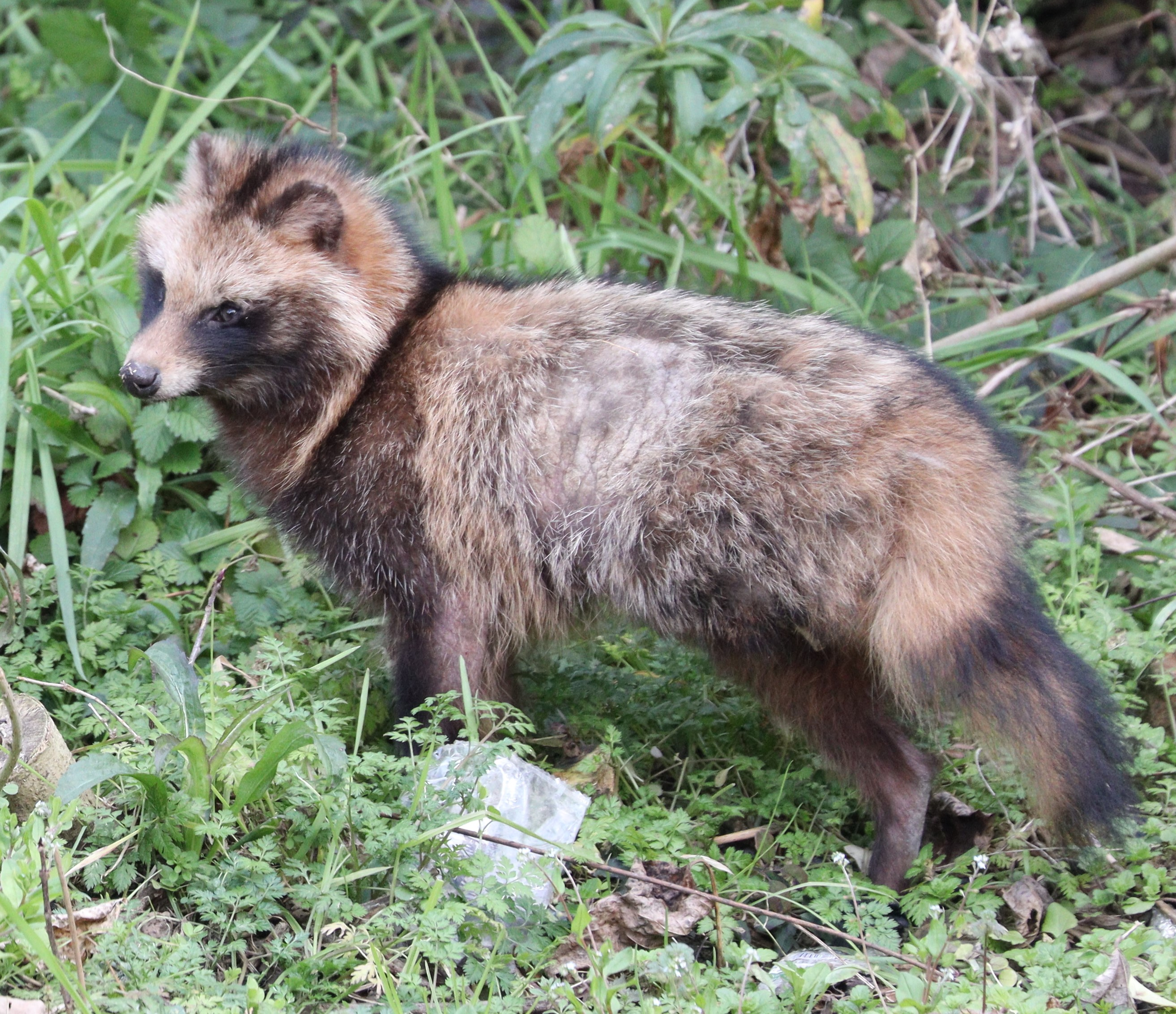
Tanuki (Nyctereutes viverrinus)

## Magyar szakirodalom
- Csányi, S. és Szemethy, L. (szerk.) 2000. Ragadozók: Az ökológiai szerep és a vadgazdálkodási hatás ellentmondásai. A Vadgazdálkodás Időszerű Tudományos Kérdései. 1. Szent István Egyetem, Vadbiológiai és Vadgazdálkodási Tanszék, Gödöllő, 99pp.
- Heltay, I. 1989. A róka ökológiája és vadászata. Mezőgazdasági Kiadó, Budapest. 176pp.
- Lovassy, S. 1927. Magyarország gerinces állatai és gazdasági vonatkozásaik. Királyi Magyar Természettudományi Társulat, Budapest. 895pp.
- Vásárhelyi, I. 1958. Hasznos és káros vademlősök. Élet és Tudomány Kiskönyvtár. Gondolat Kiadó, Budapest. 182pp.